# Марі, принцеса Данії
Принцеса Марі, графиня Монпеза (ім'я при народженні: Марі Агата Оділь Кавальє, фр. Marie Agathe Odile Cavallier; нар. 6 лютого 1976, Париж, Франція) — друга дружина данського принца Йоахіма — сина королеви Маргрете II.

## Життєпис
Марі Кавальє народилася 6 лютого 1976 року в Парижі в родині Алена Кавальє, власника рекламної агенції, та Франсуази Грассіо — власниці готелю «Château de la Vernède» поблизу Авіньйона. У дитинстві Марі її батьки розлучилися. 1987 року її мати одружилася Крістіаном Грассіо, з яким мала чотирьох синів.
У 1981—1989 роках Марі відвідувала початкову школу в Парижі. 1989 року вона вступила міжнародного коледжу-інтернату Beau Soleil у Вілар-сюр-Олон, Швейцарія, який закінчила 1993 року, здобувши ступінь бакалавра. У 1994—1995 роках Марі вивчала економіку в Женевському університеті, у 1995—1997 — міжнародний бізнес та економіку в Бебсон-коледжі у Веллеслі, США. 1999 року здобула ступінь бакалавра мистецтв у Мерімаунт-Мангеттен-коледжі.
Під час навчання Марі працювала помічником менеджера зі зв'язків із громадськістю компанії «Estee Lauder» у Парижі, помічником директора компанії «ING Numismatic Group SA» у [[Женева|Женеві], та викладачем французької мови. Після закінчення навчання вона почала працювати в рекламному агентстві «DoubleClick Inc.» у Нью-Йорку. 2002 року Марі повернулася до Парижа, де працювала в пресслужбі рекламного агентства «Media Marketing». У 2004—2005 роках у Женеві працювала помічником директора агентства «Reuters Radianz», у 2005—2008 — виконавчим секретарем «ING Numismatic Group SA».

## Шлюб

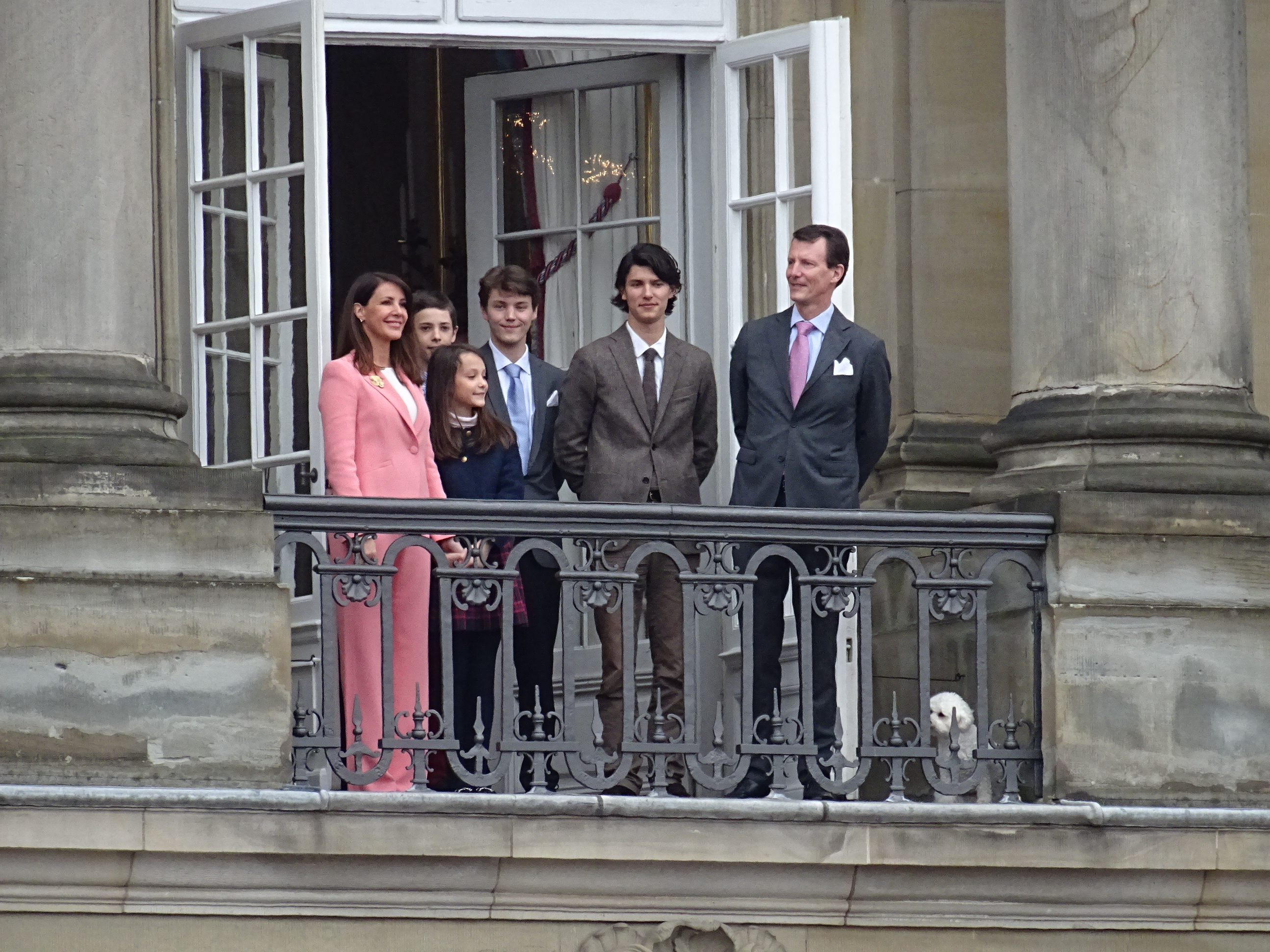
Марі (крайня ліворуч) та Йоахім (крайній праворуч) з дітьми на балконі палацу Амалієнборг, 2023

2005 року в Авіньйоні Марі Кавальє помітили разом із данським принцом Йоахімом, сином королеви Маргрете II, на приватному святкуванні. Того ж року принц розлучився зі своєю першою дружиною, принцесою Олександрою, з якою мав двох синів. 3 жовтня 2007 року королівська родина Данії повідомила про заручини принца з Марі. Весілля відбулося 24 травня 2008 року. Після одруження Марі надали титул Її Королівської Високості принцеси Марі, графині Монпеза. У шлюбі народився син Генрік (нар. 2009) та дочка Афіна (нар. 2012).
У 2019—2023 роках родина Йоахіма та Марі проживала в Парижі, де Марі працювала спеціальним культурним представником відділу у справах культури Посольства Данії у Франції. 2023 року родина переїхала до Вашингтона.

## Нагороди
- Данія: Орден Слона[11]
- Франція:
  - Орден Почесного легіону[12]
  - Орден Мистецтв та літератури[13]
- Іспанія: Орден Громадянських заслуг[14]
- Норвегія: Орден Святого Олафа[11]
- Фінляндія: Орден Білої троянди[11]
- Ісландія: Орден Ісландського сокола[11]
- Нідерланди: Орден Корони[en][11]
- Бельгія: Орден Леопольда II[11]
- Греція: Орден Благодійності[en][11]